# Microplexia ferrea
Microplexia ferrea är en fjärilsart som beskrevs av George Francis Hampson 1908. Microplexia ferrea ingår i släktet Microplexia och familjen nattflyn. Inga underarter finns listade i Catalogue of Life.